# Maki-e
Maki-e (蒔絵, dobesedno: »posuta slika« (ali dizajn)) je japonska tehnika dekoracije z lakom, pri kateri se slike, vzorci in črke narišejo z lakom na površino lakirane posode, nato pa se potrese s kovinskim prahom, kot je zlato ali srebro in pritrdi na površino lakirane posode. Izvor izraza maki-e je sestavljena beseda maki, ki pomeni »škropljenje« in -e, ki pomeni »slika« ali »motiv«. Izraz se lahko uporablja tudi za druge lakirane predmete, izdelane s to dekorativno tehniko. Izraz maki-e se je prvič pojavil v obdobju Heian.
Ta tehnika je najpogosteje uporabljena tehnika v japonski dekoraciji z lakom. Maki-e se pogosto kombinira z drugimi tehnikami, kot je raden (螺鈿), pri katerem je sedefasta plast školjk vdelana ali prilepljena v lak, zōgan (象嵌), pri katerem je kovina ali slonovina vdelana v lak in činkin (沈金) v kateri so zlati lističi ali zlati prah vdelani v vdolbino, kjer je bil umit lak.
Za ustvarjanje različnih barv in tekstur umetniki maki-e uporabljajo različne kovinske praške, vključno z zlatom, srebrom, bakrom, medenino, svincem, aluminijem, platino in kositrom, pa tudi njihove zlitine. Bambusove cevi in mehki čopiči različnih velikosti se uporabljajo za nanašanje pudrov in risanje drobnih gubic. Ker je za izdelavo slike maki-e potrebno visoko usposobljeno obrtniško znanje, gredo mladi umetniki običajno skozi dolgoletno usposabljanje, da razvijejo veščine in na koncu postanejo mojstri maki-eja. Kōami Dōčō (1410–1478) je bil prvi mojster lakiranja, povezan z določenimi deli. Njegova dela so uporabljala motive različnih japonskih sodobnih slikarjev. Kōami in drugi mojster, Igaraši Šinsai, sta bila začetnika dveh glavnih šol izdelave laka v zgodovini Japonske.

## Glavne tehnike in njihova zgodovina

### Razvrstitev po postopku izdelave
Maki-e je v grobem razvrščen v tri tehnike hira maki-e (平蒔絵), togidaši maki-e (研出蒔絵) in taka maki-e (高蒔絵) kot procesna klasifikacija. Na Japonskem se pogosto uporabljajo te tri tehnike in šišiai togidaši maki-e (肉合研出蒔絵), ki je kombinacija togidaši maki-e in taka maki-e. Ti postopki se začnejo po končanem običajnem procesu lakiranja. Z drugimi besedami, vnaprej je treba narediti debelo temeljno plast laka, tako da ponovimo vrsto del, kot je premazovanje lesa ali papirja z lakom s pomočjo lopatice ali čopiča, sušenje in poliranje.
Hira maki-e (平蒔絵)
Na prvi stopnji se izvede postopek predhodne skice, imenovan okime. Ko je izvirna slika narisana na papir, se tanek vaši prekriva in kopira vzdolž obrisa od zgoraj, nato pa se na obris, narisan na vaši, nanese lak s tankim čopičem in se pritisne na površino lakirane posode za prenos. Če je slika ali vzorec preprost, lahko ta postopek izpustite. Naslednji korak, imenovan džigaki, je postopek priprave, preden se posuje kovinski prah. Lak nanesemo na mesto, kjer želimo posipati kovinski prah in ga uporabimo kot lepilo. Nato se v postopku, imenovanem funmaki, kovinski prah potrese s pomočjo ptičjega perja ali bambusove cevi. V naslednjem postopku se na kovinski prah nanese lak za zaščito kovinskega prahu, nato pa se lak posuši. Prvo poliranje se izvede v naslednjem funtogi procesu. Lak je rahlo poliran, da se izpostavi le površina kovinskega prahu s kovinskim prahom, vdelanim v lak. V nadaljnjem procesu poliranja se celoten lak polira z abrazivi različnih velikosti delcev. Poleg tega je v sredino vsakega procesa poliranja vstavljen proces, imenovan suriuruši, pri katerem se ponavlja niz postopkov drgnjenja laka na lak in sušenja. Sijajni maki-e je dokončan s temi zapletenimi postopki. Čeprav je ta tehnika najpreprostejša, je bila razvita v drugi polovici obdobja Heian po togidaši maki-eju in dokončana v obdobju Kamakura, ker je bilo treba delce kovinskega prahu narediti finejše. Ta tehnika je bila priljubljena v obdobju Azuči-Momojama, ko je bila potrebna masovna proizvodnja maki-eja.
Togidaši maki-e (研出蒔絵)
Togidaši maki-e in hira maki-e imata enak postopek do fungatame, kjer naneseta lak za zaščito kovinskega prahu. Vendar so nadaljnji postopki drugačni in togidaši maki-e uporablja postopek, imenovan nurikomi, pri katerem je celoten lak, vključno s slikami in vzorci, prevlečen s črnim lakom. Po sušenju se polira, dokler ni razkrita površina kovinskega prahu. Po tem je enak hira maki-e, saj se polira z abrazivi različnih velikosti delcev, lak pa se podrgne in posuši, vendar je postopek vsakega postopka drugačen. Ker je celotna površina vključno z vzorcem prevlečena z lakom in nato polirana, postane površina vzorca in ozadja gladka in kovinski prah težje odpade kot pri hira maki-e. To je bila tehnika, razvita in dokončana v obdobju Heian, in ta tehnika je bila glavni tok maki-eja do poznega obdobja Heian, ko tehnika rafiniranja zlatega in srebrnega prahu ni bila razvita in so bili delci grobi. Ker nožnice meča v obdobju Nara, ki so jih hranili v Šōsōinu, uporabljajo tehniko, imenovano makkinrusaku (末金鏤作), ki je podobna tej tehniki, včasih pravijo, da se je japonski maki-e začel v obdobju Nara.
Taka maki-e (高蒔絵)
Lak zmešajo z ogljem ali mineralnimi delci, da dobijo lak s povečano viskoznostjo, na površino pa narišejo vzorec, ki dvigne vzorec. Nato se posuši in isti postopek kot hira maki-e se izvede na vrhu vzorca za dokončanje. Ime tehnike je različno glede na vrsto delcev, ki jih je treba zmešati, tisti, pomešan z ogljem v prahu, se imenuje sumikoage-taka maki-e (炭粉上蒔絵), tisti, pomešan s kositrnim prahom, pa je suzuage-taka maki –e (錫上高蒔絵). Ta tehnika je bila razvita sredi obdobja Kamakura. V obdobju Muromači je bil sabiage-taka maki-e (錆上高蒔絵) razvit z mešanjem laka z brusnim kamnom v prahu ali glino v prahu, tako da je postalo mogoče dvigniti vzorec višje.
Šišiai togidaši maki-e (肉合研出蒔絵)
Po dvigu vzorca v procesu taka maki-e se zaključi skozi proces togidaši maki-e. Za razliko od togidaši maki-e, površina ne postane gladka niti po poliranju, ker je proces taka maki-e zaključen. To je najbolj zapletena tehnika in je bila razvita v obdobju Muromači, priljubljena pa je bila v obdobju Edo.

### Razvrstitev po velikosti in obliki kovinskega prahu
Delci kovinskega prahu so v grobem razvrščeni v tri vrste kešifun maki-e (消粉蒔絵), hiragime ali hiragoku maki-e (平極蒔絵) in marufun (丸粉) ali hon maki-e (本蒔絵),  vrstnem redu po padajoči velikosti. Fini delci kešifun maki-e so enostavni za delo, vendar je oprijem delcev šibek, barva postane belkasta z malo leska in je videti motna. Z velikimi delci marufun maki-e je težko delati, vendar so zelo trpežni in imajo močan sijaj ter bleščeč videz zaradi neenakomernega odboja delcev.

## Galerija
- Intarzirana papirnata škatla maki-e raden z vzorcem »koles v toku« (katavaguruma), nacionalni zaklad, obdobje Heian, 11.–12. stoletje, Narodni muzej v Tokiu
- Intarzirana pisalna škatla maki-e raden z motivom »osem mostov« (jacuhaši), avtor Ogata Kōrin, nacionalni zaklad, obdobje Edo, 18. stoletje. Rože so vložki školjke abalona. Tokijski narodni muzej [10]
- Steklenica sakeja maki-e z mon (emblem) klana Tokugava, obdobje Edo, 18. stoletje
- Inro z znaki za dolgoživost in srečo ter »sedmimi srečnimi zakladi« na šahovnici, obdobje Edo, 18. stoletje, Metropolitanski muzej umetnosti
- Maki-e Fudži Tagonoura, avtor Shibata Zešin, obdobje Meidži, 1872.
- Pisalna miza maki-e, Širajama Šosai, obdobje Meidži, 19. stoletje, zbirka japonske umetnosti Khalili

## Maque
Mehiška beseda maque izhaja iz japonske besede. Uporablja se za »mehiško lakirano posodo«. Japonski lakirani izdelki so prispeli v Mehiko prek manilskih galeonov v obdobju Namban. Mehiški obrtniki so v svojem delu združili predšpanske, evropske in azijske vplive.